# Copa de Austria Femenina
La Copa de Austria Femenina (en alemán: Niederösterreich Frauen Cup), conocida como  SPORTLAND Niederösterreich Frauen Cup por motivos de patrocinio, es una competencia anual a nivel nacional de fútbol femenino en Austria. Su primera edición fue en 1972.

## Formato
Compiten 32 equipos, 10 de la Bundesliga Femenina y 22 equipos de las ligas locales.

## Palmarés
Referencia.
| Año       | Campeón                  | Subcampeón                    | Resultado             |
| --------- | ------------------------ | ----------------------------- | --------------------- |
| 1972–73   | USC Landhaus Wien        | SV Kagran                     | 16–0, 10–0            |
| 1973–74   | ESV Ostbahn XI Wien      | USC Landhaus Wien             | 1–1 (2–1 pen.)        |
| 1974–75   | USC Landhaus Wien        | ESV Ostbahn XI Wien           | 2–0                   |
| 1975–76   | USC Landhaus Wien        | SV Kagran                     | 3–1, 3–0              |
| 1976–77   | FS Elektra Wien          | USC Landhaus Wien             | 2–0                   |
| 1977–78   | FS Elektra Wien          | DFC LUV Graz                  | 5–0, 5–1              |
| 1978–79   | DFC LUV Graz             | FS Elektra Wien               | 3–2                   |
| 1979–80   | USC Landhaus Wien        | FS Elektra Wien               | 1–1 (3–2 pen.)        |
| 1980–81   | ESV Ostbahn XI Wien      | SG Alland–Brunn a. Geb.       | 4–0                   |
| 1981–82   | ESV Ostbahn XI Wien      | USC Landhaus Wien             | 3–2                   |
| 1982–83   | ESV Ostbahn XI Wien      | USC Landhaus Wien             | 2–0                   |
| 1983–84   | ESV Ostbahn XI Wien      | DFC LUV Graz                  | 3–1                   |
| 1984–85   | FC Wacker Innsbruck      | DFC LUV Graz                  | 3–1                   |
| 1985–86   | USC Landhaus Wien        | DFC LUV Graz                  | 1–0                   |
| 1986–87   | USC Landhaus Wien        | 1. DFC Leoben                 | 2–1                   |
| 1987–88   | USC Landhaus Wien        | DFC Austria–Brunn a. Geb.     | 3–1                   |
| 1988–89   | no disputado             | no disputado                  | no disputado          |
| 1989–90   | SC Brunn . Geb.          | 1. DFC Leoben                 | 2–1                   |
| 1990–91   | Union Kleinmünchen       | USC Landhaus Wien             | 3–2                   |
| 1991–92   | no disputado             | no disputado                  | no disputado          |
| 1992–93   | Union Kleinmünchen       | DFC Heidenreichstein          | 2–0                   |
| 1993–94   | Innsbrucker AC           | USC Landhaus Wien             | 1–1 (3–2 pen.)        |
| 1994–95   | Union Kleinmünchen       | DFC Heidenreichstein          | 1–0                   |
| 1995–96   | Union Kleinmünchen       | Innsbrucker AC                | 2–0                   |
| 1996–97   | USC Landhaus Wien        | Union Kleinmünchen            | 3–2                   |
| 1997–98   | Union Kleinmünchen       | SV Neulengbach                | 3–1                   |
| 1998–99   | Union Kleinmünchen       | USC Landhaus Wien             | 6–0                   |
| 1999–2000 | USC Landhaus Wien        | 1. DFC Leoben                 | 5–3                   |
| 2000–01   | USC Landhaus Wien        | Union Kleinmünchen            | 10–1                  |
| 2001–02   | USC Landhaus Wien        | ASV St. Margarethen–Lavanttal | 11–1                  |
| 2002–03   | SV Neulengbach           | Union Kleinmünchen            | 5–1                   |
| 2003–04   | SV Neulengbach           | FC Südburgenland              | 12–0                  |
| 2004–05   | SV Neulengbach           | Innsbrucker AC                | 2–1                   |
| 2005–06   | SV Neulengbach           | DFC LUV Graz                  | 3–0                   |
| 2006–07   | SV Neulengbach           | DFC LUV Graz                  | 3–1                   |
| 2007–08   | SV Neulengbach           | USC Landhaus Wien             | 6–2                   |
| 2008–09   | SV Neulengbach           | FC Wacker Innsbruck           | 5–1                   |
| 2009–10   | SV Neulengbach           | ASK Erlaa McDonalds           | 4–0                   |
| 2010–11   | SV Neulengbach           | DFC LUV Graz                  | 4–0                   |
| 2011–12   | SV Neulengbach           | FC Wacker Innsbruck           | 4–0                   |
| 2012–13   | Spratzern                | SV Neulengbach                | 3–3 a.e.t. (4–3 pen.) |
| 2013–14   | FSK St. Pölten-Spratzern | SV Neulengbach                | 4–3                   |
| 2014–15   | FSK St. Pölten-Spratzern | SV Neulengbach                | 4–3                   |
| 2015–16   | FSK St. Pölten-Spratzern | SV Neulengbach                | 1–0                   |
| 2016–17   | SKN St. Pölten           | SV Neulengbach                | 5–0                   |
| 2017–18   | SKN St. Pölten           | SV Neulengbach                | 5–1                   |
| 2018–19   | SKN St. Pölten           | Landhaus                      | 2–0                   |
| 2019–20   | cancelado                | cancelado                     | cancelado             |
| 2020–21   | no disputado             | no disputado                  | no disputado          |
| 2021-22   | SKN St. Pölten           | SK Sturm Graz                 | 2–0                   |